# 新都区
新都区（しんと-く）は中華人民共和国四川省成都市に位置する市轄区。成都市北部に位置している。2001年に新都県から新都区になった。

## 行政区画
7街道、2鎮を管轄する。
- 街道:大豊街道、三河街道、新都街道、桂湖街道、新繁街道、石板灘街道、斑竹園街道
- 鎮:清流鎮、軍屯鎮

## 教育

### 大学
- 成都医学院（中国語版）[1] （新都校区）
- 西南石油大学（中国語版）

## 名所・旧跡・観光スポット
- 宝光寺（中華人民共和国全国重点文物保護単位・四川全国重点文物保護単位列表（中国語版））
- 升庵桂湖（中国語版）

## 交通
鉄道
- 中国鉄路総公司
  - 中国鉄路成都局集団公司
    - 西成旅客専用線（新都東駅（中国語版））旧・成綿楽旅客専用線

- 成都軌道交通
  - 成都地下鉄3号線

## 健康・医療・衛生
- 成都医学院第一附属医院[2]

## 友好都市
- 泉佐野市